# Тыркан
Тыркан — река в Аяно-Майском районе Хабаровского края, Россия, левый приток Учура. Длина реки — 238 км (от истока Большого Тыркана — 264 км), площадь водосборного бассейна — 7280 км².
Начинается на высоте более 1000 м над уровня моря на востоке Станового хребта (Токинский Становик), к юго-западу от горы Каменистой. В верховьях течёт сначала в северо-западном направлении. В среднем течении, приняв основной приток реку Большой Тыркан, поворачивает на север. Берега участками заболочены, покрыты в основном берёзой и лиственницей. Впадает в Учур по левому берегу на высоте 382 м над уровнем моря ниже впадения Хайкана. В нижнем течении ширина русла достигает 100 м при глубине 1,2 м, скорость течения — 1,4 м/с.

## Основные притоки
Указаны поименованные притоки длиной 20 км и более
| Название       | Расстояние от устья | Длина | Положение |
| -------------- | ------------------- | ----- | --------- |
| Большой Тыркан | 122                 | 142   | левый     |
| Дориликан      | 136                 | 49    | правый    |
| Соловьёва      | 159                 | 26    | левый     |
| Коюрях-Макит   | 186                 | 21    | правый    |
| Амнундали      | 194                 | 20    | правый    |
| Хоикта         | 209                 | 21    | левый     |

## Данные водного реестра
По данным государственного водного реестра России относится к Ленскому бассейновому округу, речной бассейн реки — Лена, речной подбассейн реки — Алдан, водохозяйственный участок реки — Учур.
Код объекта в государственном водном реестре — 18030600312117300011671.